# Забродский, Станислав Вячеславович
Станислав Вячеславович Забродский (укр. Станіслав В’ячеславович Забродський; 1 января 1962, Харьков, УССР, СССР)) — украинский и советский спортсмен, стрелок из лука. Заслуженный мастер спорта СССР (1989), Украины (1993). Двукратный чемпион мира и трехкратный бронзовый призер чемпионатов мира по стрельбе из лука, пятикратный чемпион и двукратный серебряный призер чемпионатов Европы, восьмикратный рекордсмен мира.
Выступал за спортивное общество «Зенит», «Украина», сборную (все — Харьков). Как спортсмен, установивший 4 мировых рекорда на одном чемпионате мира (1989), занесен в Книгу рекордов Гиннеса.
Тренеры — Валентин и Валентина Морозовы, Александр Николаев.
Работал в качестве тренера со сборными командами Молдавии, Израиля, Казахстана. В 2002—2004 г. тренировал сборную команду Испании, с 2005 г. главный тренер спортивной сборной команды Российской Федерации по стрельбе из лука, с 2013 года — старший тренер.
За время практической тренерской работы им подготовлено 15 мастеров спорта и 8 мастеров спорта международного класса. В 2006 году открыл секцию стрельбы из лука в г. Таганроге. В настоящее время воспитанники С. В. Забродского являются победителями и призерами всероссийских соревнований и включены в списки кандидатов в спортивную сборную команду Российской Федерации по стрельбе из лука.
Под его руководством сборная команда России в последние годы неоднократно одерживала победы в командном и индивидуальном зачетах на чемпионатах мира и чемпионатах Европы: чемпионат мира 2005 г. в Мадриде — общекомандное 3 место, чемпионат мира 2009 г. в Ульсане — общекомандное 2 место, чемпионат Европы 2010 г. — общекомандное 1 место, чемпионат мира 2011 г. в Турине (А. Логинова) — 1 место в личном первенстве, чемпионат Европы 2012 г. — общекомандное 3 место в олимпийской программе, Игры XXIX Олимпиады 2008 года в г. Пекине (Китай) — бронзовая медаль (Б. Бадёнов), Игры XXX Олимпиады 2012 года в г. Лондоне (Великобритания) — женская команда 4 место. На чемпионате мира 2013 года в личном зачете Александр Дамбаев завоевал бронзовую медаль, на чемпионате Европы 2014 года мужская команда заняла 3 место.